# Melèagre de Gàdara
Melèagre de Gàdara (grec antic: Μελέαγρος ὁ Γαδαρεύς)  (Gàdara, Al final segle II aC - Cos, A començament segle I aC), fill del famós escriptor Èucrates, va ser un poeta i filòsof cínic, nadiu de la ciutat de Gàdara, a Palestina. Va viure durant el segle i aC i va florir entorn de l'any 60 aC. A l'Antologia grega figuren 131 epigrames seus.
La Garlanda de Melèagre (Στέφανος) era una col·lecció d'epigrames destinada per primera vegada a recopilar i conservar tota mena de poemes d'aquest tipus feta per Melèagre que inclou epigrames de 46 poetes grecs de totes les èpoques. La va anomenar garlanda perquè comparava els petis poemes recollits amb les flors. A la introducció de l'obra relaciona els noms dels diversos poemes amb les flors, arbustos i herbes, que els considera el seu emblema. Estava ordenada per ordre alfabètic, segons les lletres inicials de cada poema.
L'Antologia de Filip de Tessalònica, l'antologia de Diogenià d'Heraclea, la d'Estrató de Sardes, la de Diògenes Laerci i, més tard, l'antologia d'Agàcies Escolàstic (ja al segle vii) són considerades complementàries de la Garlanda de Melèagre.